# Pedro González de Mendoza
Pedro González de Mendoza (Guadalajara, 3 maggio 1428 – Guadalajara, 11 gennaio 1495) è stato un cardinale e arcivescovo cattolico spagnolo.

## Biografia
Pedro González de Mendoza nacque a Guadalajara, nel regno iberico di Castiglia, il 3 maggio 1428, sestogenito di Íñigo López de Mendoza, marchese di Santillana, e della di lui consorte Catarina Suárez de Figueroa.
Per lui il padre scelse la carriera ecclesiastica. Studiò a Toledo, sotto l'egida dell'arcivescovo Gutierre Álvarez de Toledo, storia, retorica e latino dal 1442 al 1445 quando, deceduto l'arcivescovo, si trasferì a Salamanca nella cui Università nel 1452 si laureò in utroque jure.
Si recò quindi presso la corte di Giovanni II di Castiglia, ottenendo la nomina a cappellano reale. Nel 1453, ventisettenne, fu nominato vescovo di Calahorra, ricevendo la conferma pontificia nel 1454, quando fu consacrato vescovo dall'arcivescovo di Toledo Alfonso Carrillo de Acuña insieme a quello di Siviglia Alonso de Fonseca y Ulloa, avendo come co-consacratori Rodrigo de Luna, arcivescovo di Santiago di Compostela, Pedro Castilla, vescovo di Palencia, e Lope de Barrientos, vescovo di Cuenca.

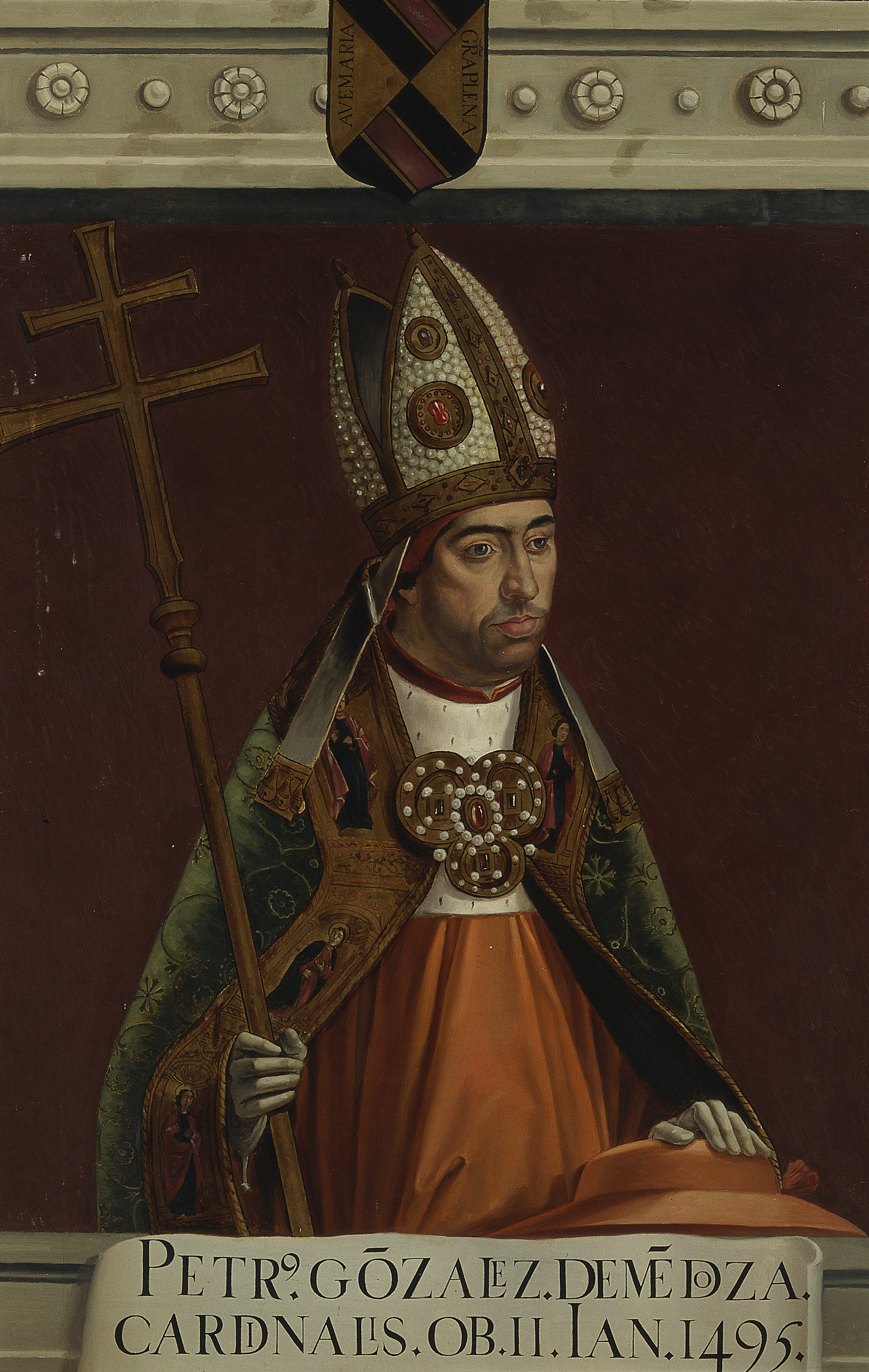
Il cardinale Pedro González de Mendoza, opera di Matías Moreno González (Museo del Prado)

Dopo la morte del padre, nel 1458, il giovane vescovo iniziò la sua carriera politica presso la corte di Enrico IV di Castiglia, cominciando a dirigere le sorti della potente famiglia dei Mendoza. Come vescovo di Calahorra aveva, oltre ai poteri ecclesiastici, anche poteri civili e militari sulla città e sul suo distretto; accompagnò quindi il re nella sua guerra civile catalana partecipando alla battaglia di Olmedo (20 agosto 1467), nella quale rimase ferito a un braccio.
Nel 1468 divenne vescovo di Sigüenza e nel 1473 papa Sisto IV lo promosse arcivescovo di Siviglia elevandolo al rango di cardinale nel concistoro del 7 maggio 1473. Nello stesso tempo divenne anche Cancelliere di Castiglia. Nell'ultimo anno di regno di Enrico IV Pedro González passò alla fazione della futura regina, Isabella di Castiglia, giocando in seguito un ruolo non secondario nella di lei ascesa al trono. Nel corso della conquista di Granada egli contribuì notevolmente al mantenimento dell'esercito, occupando il 2 gennaio 1492 la città in nome dei sovrani cattolici. Chiamato il "Gran Cardinale", non venne mai meno ai suoi doveri di vescovo. Fu intermediario tra il regno spagnolo e il pontificato e fu anche un sostenitore di Cristoforo Colombo. Morì l'11 gennaio 1495 all'età di 67 anni.
Alla sua morte, dopo aver devoluto molti dei suoi beni in opere di carità e provveduto generosamente alla vita dei suoi figli, lasciò parte della sua eredità al Collegio di Santa Croce presso l'Università di Valladolid.

## Vita sentimentale
Durante il suo vescovado di Calahorra si legò sentimentalmente a una nobildonna di origine portoghese addetta al seguito della regina, Mencia de Lemos. Da ella ebbe due figli:
- Rodrigo Díaz de Vivar, conte del Cid e I marchese del Cenete;
- Diego Hurtado de Mendoza, 1º conte di Melito e futuro viceré di Valencia.

Nel 1476 perorò presso la regina Isabella la richiesta di legittimazione dei due figli, che gli venne concessa nel giugno di quell'anno e dieci anni dopo anche papa Innocenzo VIII gli concesse la loro legittimazione (già nel 1478 Pedro González de Mendoza aveva ottenuto da papa Sisto IV l'autorizzazione a nominare i due figli fra i suoi eredi).
Da Ines de Tovar, una nobildonna di Valladolid, ebbe un terzo figlio:
- Juan Hurtado de Mendoza y Tovar, che emigrò successivamente in Francia.

## Nella cultura di massa

### Televisione
- Isabel (serie televisiva) (2012), interpretato da Andrés Herrera.

## Curiosità
A Pedro González de Mendoza è dedicato il brandy Cardenal Mendoza.

## Genealogia episcopale
La genealogia episcopale è:
- Arcivescovo Alfonso Carrillo de Acuña
- Cardinale Pedro González de Mendoza